# Club Voleibol 7 islas
El Club Voleibol 7 islas fue un club de voleibol de la ciudad de Vecindario del municipio de Santa Lucía de Tirajana, Las Palmas, España. Jugó en la Superliga de España durante 17 temporadas de las 21 en que estuvo activo.

## Historia
El club nació en el municipio de Telde (Las Palmas) en el año 1999, donde estuvo su sede  hasta el año 2004 en que se trasladó a la localidad de Vecindario. A lo largo de estos años también ha variado su denominación por cuestiones de patrocinio: Compaktuna 7 Islas, Compaktuna U.D. Vecindario, C.C. La Ballena Vecindario y por último la ya citada de Vecindario ACE Gran Canaria.

### Buscar un sitio en la Superliga: debut y retorno (2002-2004)
Tras varios ascensos en muy pocos años, el equipo consiguió plaza en la Superliga. Durante la temporada estuvo coqueteando con el descenso y finalmente terminó cayendo a la división de plata siendo el decimotercero de catorce equipos. El nivel de la competición hizo que no fuera fácil conseguir mantener la plaza.
La siguiente campaña supuso una restructuración del club, la experiencia del año anterior hizo que el equipo se adaptase para otro posible ascenso y esa vez sí, se quedara el equipo en la división de oro del voleibol español. Tras una buena temporada el equipo se proclamó subcampeón de Liga FEV.

### Tiempo de sentirse grande (2004-2011)
Durante las dos siguientes temporadas el equipo cumplió el objetivo y se mantuvo en Superliga bajo la dirección técnica de Tomás Álvarez. Habían encontrado la forma de mantener la plaza y a partir de ese ascenso se convirtió en un habitual de la competición.
La temporada 2006-07 supuso el inicio de una época donde el club se podía permitir competir contra los grandes. Durante esas cinco temporadas el equipo consiguió meterse en los Play Offs por el título en cuatro ocasiones. Además, fue capaz de entrar dos veces en cuartos de final de la Copa del Rey. Aunque el gran logro fue llegar a semifinales en la 2010-11 logrando doblegar a Club Vigo Voleibol en la ronda de cuartos de final y cayendo contra el CAI Teruel con un resultado muy ajustado.

### Crisis institucional (2011 - 2018)
El inicio de la década de 2010 pasó factura al club isleño. Tras el cambio de entrenador, Francisco Sánchez Jover tuvo la mala suerte de coincidir con la crisis económica que empezó en 2008. El club se vio obligado a hacer una serie de recortes y estuvo a punto de renunciar a su plaza en la Superliga. Esto finalmente no sería así, pero la temporada sería recordada como la peor en la historia del club donde se consiguieron 2 victorias de 16 posibles.
Al año siguiente el equipo encauza la situación económica y hace varios cambios en la plantilla que hacen que empiece la competición doméstica con un muy buen juego. Tanto es así, que lograron la clasificación a la Copa del Rey donde tras eliminar al Ushuaïa Ibiza Voley en cuartos de final, caerían ante el CAI Teruel. En la Superliga, bajarían un poco el ritmo de competición, aunque cosecharían los resultados suficientes para quedar en 6. ª posición.
La temporada 2013-14 se convirtió en un paréntesis para la situación deportiva del club. La regularidad en la competición doméstica permitió al equipo competir en la Copa del Rey, donde tras vencer en cuartos al UBE L'Illa Grau, a punto estuvo de hacer lo propio con el Ushuaïa Ibiza Voley, que se tomaría su vendetta particular eliminando al equipo en las semifinales. 
Pero esta vez, esto no empañaría la temporada del club, cosechando victorias contra, por ejemplo, Unicaja Almería, logrando así mantener la regularidad y lográndose clasificar para los Play Offs de la Superliga. Su protagonismo en la fase del KO fue nulo, ya que el CAI Teruel logró anular al equipo canario y eliminarlo en las semifinales.
La siguiente temporada, supuso una vuelta a la inestabilidad. El club consiguió hacer una notable primera vuelta, accediendo nuevamente a la Copa del Rey donde volverían a eliminar a Ushuaïa Ibiza Voley en cuartos de final, aunque, como pasó en años anteriores, cayeron en las semifinales ante  Unicaja Almería. A partir de aquí, la temporada en la competición regular no sufriría altibajos, quedándose al final en la 6.ª posición. 
La campaña 2015-16 es una de las más extrañas de la historia del club. Pese a realizar un buen juego contra rivales de mayor calidad, no es capaz de vencer a ninguno de los posicionados en los 4 primeros puestos. Aquí ya empieza a verse la crisis por la que pasa el club y que lo está empequeñeciendo de forma paulatina. Esto hace que el equipo esté siempre a media tabla y que no alcance en primer lugar la clasificación para la Copa del Rey y luego para los Play Offs por el título. Algo que empañará la actuación del equipo y obligará a hacer una serie de cambios en la plantilla.
Con todo ya listo, en la temporada 2016-17 el equipo canario tuvo una participación muy irregular en la Superliga Masculina de Voleibol donde se mantuvieron durante toda la temporada en posiciones bajas. Debido a esto, fue otra temporada donde no se lograron clasificar para la Copa del Rey. Finalmente terminaron la competición regular en 9.ª posición con 25 puntos, solo por encima del C.V. Melilla y de los dos descendidos, el Mediterráneo de Castellón y el Electrocash CCPH. Fruto de toda esta inestabilidad, el entrenador Francisco Sánchez Jover decidió renunciar al banquillo de la entidad canaria, iniciando así una nueva etapa para el club. El siguiente año el equipo rozó el descenso por primera vez desde hacía mucho tiempo. La décima posición dejó al Vecindario ACE Gran Canaria a una posición de descender, algo que terminaron evitando los propios jugadores.

### El sueño de volver a ser grande (2018-2020)
El club recuperó a Francisco Sánchez Jover para la dirección técnica y el equipo se reforzó. Empezó a vincularse con la ciudad y con la isla para arraigarse en la sociedad. Se vivieron partidos muy emocionantes y algo sin precedentes: el equipo llegó a jugar 10 tie-breaks en toda la temporada. Finalmente el proyecto funcionó y se quedó en la zona noble ocupando la séptima posición. Esto le permitió mantener la plaza con seguridad y antelación.
Fue con la ampliación de puestos en para los Play Offs por el título cuando el club empezó a pensar en volver a sus orígenes. Ya no los suyos, sino los de aquel mítico Guaguas Las Palmas. Pese a encadenar una racha negativa a principio de la Superliga, el equipo pudo recomponerse a tiempo para afrontar la última jornada de la primera vuelta en puestos de clasificación de la Copa del Rey 2020. Por lo tanto, en su desplazamiento a Almoradí dependían de ellos mismos para conseguir el billete a Palma de Mallorca para jugar los cuartos de final de la Copa.

### Renuncia a la plaza
El 12 de junio de 2020 el club emitió un comunicado en el que anunciaba su renuncia a la plaza de la Superliga, plaza que cedía al Club Voleibol Guaguas, refundado ese mismo año como heredero del histórico Club Voleibol Calvo Sotelo. En el acuerdo de cesión el CV 7 Islas se integraba en la estructura de base de dicho club, manteniendo el nombre y el escudo para los equipos filiales que se quedan en Vecindario.

## Escudo
Escudo fundacional (1999-2018)
El escudo actual combinaba el color verde y azul para dar forma y el blanco para los bordes. Un siete como si fuera una red y el nombre del club estaban visibles en él.
Emblema actual (2018-2020)
El 2 de agosto de 2018 se tomó la decisión de cambiar el escudo hacia uno más moderno. La imagen corporativa del equipo de Gran Canaria en la Superliga masculina de voleibol se enmarcó en el primero de los pasos de la temporada 2018-19 cuya intención del club era acercar el voleibol al gran público.
Frencisco Sánchez Jover declaró: “El nuevo logo dice algo sobre nosotros, sobre nuestra tierra y sobre nuestro deporte. Hemos elaborado un logo en el que se introduce como elemento central el 7 y el balón representativo de nuestro deporte, añadiendo además el año de fundación del club y lo hemos querido reforzar con la presencia de unas hojas de palma, que identifican no solo al municipio de Santa Lucía, sino también a toda Canarias. Se llama Club Voleibol 7 Islas y por ello debemos resaltar el 7 y todo aquello que realmente nos identifica”.

## Organigrama del equipo

### Plantilla 2019-2020
| # | Nombre                            | F. Nacimiento           | Estatura | Origen     | Co | Re | Ce | Op | Li |
| --- | --------------------------------- | ----------------------- | -------- | ---------- | -- | -- | -- | -- | -- |
| 1 | Alejandro Mena Suárez             | 10 de noviembre de 1992 | 1,95 m   | España     |    | x  |    |    |    |
| 3 | Carlos Manuel De Carvalho Furtado | 17 de diciembre de 1995 | 2,00 m   | Cabo Verde |    | x  |    |    |    |
| 4 | Ruimán Artiles Sosa               | 9 de febrero de 1987    | 1,92 m   | España     |    |    |    |    | x  |
| 5 | Moisés Cezar Dos Santos           | 9 de abril de 1983      | 2,07 m   | Brasil     |    |    | x  |    |    |
| 6 | Ata Santana Figueroa              | 1 de marzo de 1993      | 1,80 m   | España     |    |    |    |    | x  |
| 7 | Javier Sánchez Carreras           | 21 de enero de 1996     | 1,92 m   | España     | x  |    |    |    |    |
| 10 | Rodrigo Gallardo Hernández        | 24 de noviembre de 1999 | 1,82 m   | Argentina  |    |    |    |    | x  |
| 12 | Javier Monfort Minaya             | 30 de julio de 1990     | 1,95 m   | España     |    | x  |    |    |    |
| 13 | Cristian Caraballi Delgado        | 22 de mayo de 1999      | 2,02 m   | Colombia   |    |    | x  |    |    |
| 14 | Arabisen Rodríguez                | 24 de enero de 1995     | 1,91 m   | España     |    | x  |    |    |    |
| 15 | Matías Ocampo Ulloa               | 20 de noviembre de 1995 | 1,89 m   | Colombia   |    |    |    |    | x  |
| 17 | Luca Billiato                     | 3 de octubre de 1993    | 1,80 m   | Italia     |    |    |    | x  |    |
| 20 | Marcelo Hister                    | 12 de julio de 1991     | 1,98 m   | Brasil     |    |    |    | x  |    |
| Entrenador: Francisco Sánchez Jover Segundo entrenador: Semidán Déniz Estadístico: Cristian Ramos Cabrera Médico: Francisco Javier Abellán Preparador Físico: Joan Suárez Readaptador: Joaquín Barreto |                                   |                         |          |            |    |    |    |    |    |

## Entrenadores
| Entrenador              | País   | Años        |
| ----------------------- | ------ | ----------- |
| Tomás Álvarez Vera      | España | 1999 - 2011 |
| Francisco Sánchez Jover | España | 2011 - 2017 |
| Raúl Quintana Aracil    | España | 2017 - 2018 |
| Francisco Sánchez Jover | España | 2018 - 2020 |